# Фортье, Энн
Энн Фортье (Anne Fortier, род. 10 ноября 1971 года, г. Хольстебро, Дания) — датско-канадская писательница. Известность ей принёс роман «Джульетта» (2010).
Родилась и выросла в Хольстебро. Начала писать с 11 лет.
Училась истории и философии в Университете Орхуса, где получила степень доктора философии по истории идей, защитив диссертацию по древнеримской истории. Также училась в оксфордском Колледже Корпус Кристи.
В 2002 году эмигрировала в США для работы в кинематографе.
Со своей семьёй живёт в Квебеке.
Замужем за канадцем, дочь.
Её сравнивают с Дэном Брауном (в США её назвали «женским ответом на Дэна Брауна»).
Её первый роман был выпущен в Дании в 2005 году.
В 2010 году выпустила роман «Джульетта», ставший бестселлером, опубликованным в более чем 30 странах. «Джульетта» основана на истории Ромео и Джульетты.